# Quercus rysophylla
Chêne à feuilles craquelées
Espèce
Synonymes
- Quercus rhysophylla (Weatherby)

Quercus rysophylla, le Chêne à feuilles craquelées, est une espèce de plantes à fleurs de la famille des Fagaceae, du sous-genre Quercus (chêne) et de la section Lobatae  (chênes rouge). C'est un arbre présent au Mexique.

## Distribution
Il est originaire de la Sierra Madre Orientale dans les États de Tamaulipas, Nuevo León, San Luis Potosí, Veracruz et Hidalgo dans le nord-est du Mexique,.

## Habitats
On le trouve normalement dans les canyons humides et sur les pentes exposées au nord, dans les bois de chêne ou de pin. Il se trouve normalement à une altitude de 500 à 1 700 m.

## Description
Quercus rysophylla est un grand arbre, pouvant atteindre 25 m de haut. Il a une écorce lisse gris pâle qui, en vieillissant, devient rugueuse, profondément fissurée et gris foncé. Les feuilles sont lancéolées (en forme de lance), mesurent jusqu'à 21 cm de long. Il a des glands bisannuels, qui mûrissent l'année après la floraison.

## Taxonomie
Il a été initialement publié et décrit par Charles Alfred Weatherby dans «Proceedings of the American Academy of Arts and Sciences, Boston, MA» (Proc. Amer. Acad. Arts - Vol.45 à la page 423) en 1910,.
Lorsque Weatherby a publié son nouvel arbre taxonomique, il a fait une erreur, il a épelé "rysophylla''. L'épithète spécifique fait référence aux termes grecs ῥυσός (rhysos), qui signifie ridé, et φύλλον (phyllon) pour feuille. Il aurait dû utiliser l'orthographe correcte "rhysophylla". Certains botanistes et publications changent l'épithète en rhysophylla. Le Code de Melbourne stipulant qu'il ne devrait pas être corrigé, l'orthographe originale, rysophylla, est ainsi considérée comme correcte. D'autres orthographes incorrectes «risophylla», «rhizophylla» et «rizophylla» peuvent être trouvées,.
Il a acquis le nom commun de «chêne nèfle» ou «chêne à feuilles de nèfle», compte tenu de la ressemblance superficielle des feuilles dans la forme et la texture à celles du Néflier du Japon (Eriobotrya japonica).